# Joseph Rodriguez
Pour les articles homonymes, voir Rodriguez.
Joseph Rodriguez, né le 26 mai 1908 à Oran et décédé le 30 novembre 1984, est un footballeur professionnel français.

## Carrière
Son poste de prédilection est milieu de terrain. Il compte 2 sélections en équipe de France de football, 
- Bulgarie-France (3-5) à Sofia en amical le 9 juin 1932
- Roumanie-France (6-3) à Bucarest en amical le 12 juin 1932. Un but marqué.

## Clubs successifs
- SC Bel-Abbès
- FC Antibes
- Excelsior Athlétic Club de Roubaix
- Servette FC
- FC Antibes
- Juan-les-Pins

## Carrière
Son premier but il le marqua à Sofia sous une pluie diluvienne. Au cours du match contre la Roumanie il ne put tenir la distance et sortit à la 42e minute.